# هوريا تيكاو
هوريا تيكاو (بالرومانية: Horia Tecău)‏ (مواليد 19 يناير 1985 في براشوف، رومانيا) هو لاعب كرة مضرب روماني مُحترف، مُتخصص بمُسابقات الزوجي، بدأ مسيرتهُ الاحترافية سنة 2003. أعلى تصّنيف عالمي لهُ كان رقم. 5 في (27 أغسطس 2012).
وصل تيكاو إلى نِهائي بُطولة ويمبلدون في سنوات 2010، 2011، 2012، مع روبرت لندستدت. كما فاز بإحدى بطولات الجراند سلام وذلك في بطولة أستراليا المفتوحة 2012 بالزوجي المُختلط مع بيثيان ماتيك ساندز.

## نهائيات الجراند سلام

### زوجي رجال: 3 (3 وصيف)
| اللقب | السنة | البطولة  | السطح | الشريك        | الخصوم                      | النتيجة في النهائي                |
| ----- | ----- | -------- | ----- | ------------- | --------------------------- | --------------------------------- |
| وصيف  | 2010  | ويمبلدون | عشبي  | روبرت لندستدت | يورجن ميلتسر فيليب بيتشنر   | 1–6, 5–7, 5–7                     |
| وصيف  | 2011  | ويمبلدون | عشبي  | روبرت لندستدت | بوب براين مايك براين        | 3–6, 4–6, 6–7(2–7)                |
| وصيف  | 2012  | ويمبلدون | عشبي  | روبرت لندستدت | جوناثان ماراي فريدريك نيلسن | 6–4, 4–6, 6–7(5–7), 7–6(7–5), 3–6 |

### الزوجي المُختلط: 2 (1 لقب، 1 وصيف)
| اللقب | السنة | البطولة           | السطح | الشريك             | الخصوم                             | النتيجة في النهائي |
| ----- | ----- | ----------------- | ----- | ------------------ | ---------------------------------- | ------------------ |
| بطلل  | 2012  | أستراليا المفتوحة | صلب   | بيثيان ماتيك ساندز | إيلينا فيسنينا ليندر بايس          | 6–3, 5–7, [10–3]   |
| وصيف  | 2014  | أستراليا المفتوحة | صلب   | سانيا ميرزا        | كريستينا ملادينوفيتش دانييل نيستور | 3–6, 2–6           |

## وصلات خارجية
- هوريا تيكاو على موقع رابطة محترفي التنس (الإنجليزية)
- هوريا تيكاو على موقع الاتحاد الدولي لكرة المضرب (الإنجليزية)
- هوريا تيكاو على موقع كأس ديفيز (الإنجليزية)
- هوريا تيكاو على موقع خلاصة التنس.كوم (الإنجليزية)
- هوريا تيكاو على موقع اللجنة الأولمبية الدولية (الإنجليزية)
- هوريا تيكاو على موقع أوليمبيديا (الإنجليزية)

- الصفحة الشخصية على موقع ATP